# Diadelia truncata
Diadelia truncata är en skalbaggsart som först beskrevs av Aurivillius 1915.  Diadelia truncata ingår i släktet Diadelia och familjen långhorningar.
Artens utbredningsområde är Ghana. Inga underarter finns listade i Catalogue of Life.